# Pieve di San Martino (Magliano in Toscana)
La pieve di San Martino è un edificio sacro situato a Magliano in Toscana.
È citata per la prima volta alla fine del secolo XIII.
Nella facciata si apre il portale romanico, preceduto da una gradinata e incorniciato da rilievi scolpiti con creature mostruose e un guerriero con un drago; in alto una bifora probabilmente appartenente alla costruzione originaria. Il lato destro presenta un portale laterale delimitato da due semicolonne e intorno formelle scolpite con motivi vegetali e geometrici.
L'interno è decorato nel lato sinistro e nel presbiterio da affreschi dei secoli XV e XVI, molto frammentari. Nell'edificio, dopo il distacco dal campanile conseguente al bombardamento del 1944, è stata collocata la campana che reca la data 1625 e lo stemma civico di Magliano.